# 昌
Pour les articles homonymes, voir Chāng.
Chāng est la transcription en pinyin du sinogramme 昌.
- Xichang (西昌 ; pinyin : Xīchāng), une ville de la province méridionale du Sichuan en Chine.

Son caractère Unicode est 660C.